# Ernst Leopold Salkowski
Ernst Leopold Salkowski (11 octobre 1844 - 8 mars 1923) est un biochimiste allemand originaire de Königsberg.

## Biographie
Il fait ses études à l'Université de Königsberg, puis travaille à Berlin comme assistant dans le laboratoire de chimie de l'institut de pathologie de Rudolf Virchow (1872). En 1874, il devient professeur agrégé de chimie médicinale à Berlin, suivi d'une affectation en tant que chef de département (1880). En 1909, il reçoit le titre de "professeur titulaire".
Salkowski se spécialise dans les domaines de la chimie physiologique et pathologique, apportant également des contributions dans les domaines connexes de la pharmacologie, de la chimie analytique et de l'hygiène. En 1890, il est le premier à décrire l'autolyse tissulaire, qu'il qualifie d'"auto-digestion" ,. On se souvient de lui pour avoir développé des tests de détection de divers composés et substances, tels que le cholestérol (test de Salkowski), la créatinine, le glucose, le monoxyde de carbone et l'indole. En 1892 (avec Jastrowitz) il est le premier à décrire la pentosurie.
Il est l'auteur de Practicum der physiologischen und pathologischen Chemie. Avec l'interniste Wilhelm Olivier Leube (1842-1922), il publie Die Lehre vom Harn (La doctrine de l'urine).